# Crispatotrochus septumdentatus
Crispatotrochus septumdentatus is een rifkoralensoort uit de familie van de Caryophylliidae. De wetenschappelijke naam van de soort is voor het eerst geldig gepubliceerd in 2008 door Kitahara & Cairns.